# Liriomyza valerianellae
Liriomyza valerianellae este o specie de muște din genul Liriomyza, familia Agromyzidae, descrisă de Erich Martin Hering în anul 1957.
Este endemică în Germania. Conform Catalogue of Life specia Liriomyza valerianellae nu are subspecii cunoscute.